# Haggadah di Pesach

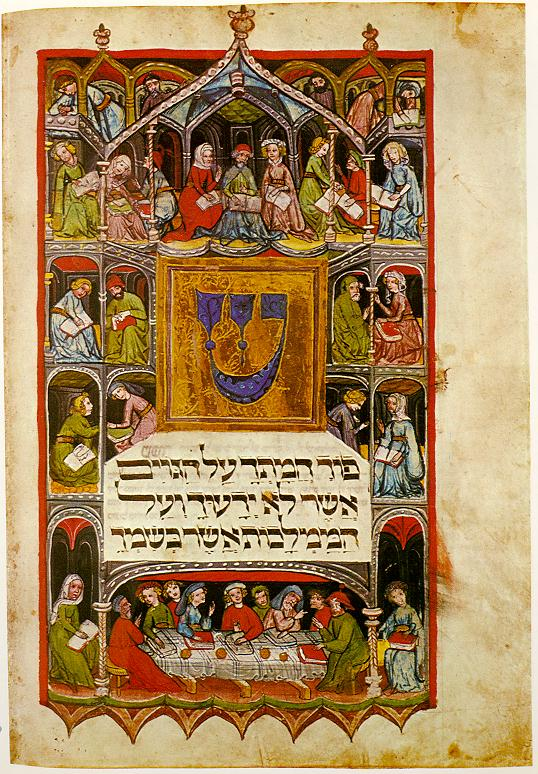
Haggadah di Pesach manoscritto del XIV secolo

La Haggadah di Pesach è una particolare Haggadah che narra l'uscita del popolo ebraico dall'Egitto e che viene letta nella prime due sere, solo la prima sera di Pesach per chi vive stabile in Terra d'Israele, nel corso del Seder. 

## Il rituale
Gli ebrei, osservanti e meno osservanti, ortodossi, conservatori e riformati, hanno alcuni momenti di unione che non vengono messi in discussione. Se il più solenne è il digiuno di Kippur, quello più sentito e popolare è il Seder di Pesach, che si celebra appunto all'entrata di questa festa, ossia la sera in cui inizia la giornata del 15 di Nisan. In questa occasione, che di solito è di ritrovo familiare, si segue un rituale molto antico, ancora nel periodo del Tempio di Salomone, e che è codificato, in modo sostanzialmente identico, per tutti i riti ortodossi e conservativi (vi sono delle differenze nei vari riti riformati), nella Haggadah di Pesach.
La sua struttura comprende:
- Le benedizioni legate alla ricerca del chametz (nell'abitazione, secondo il Minhag, si nascondono 10 pezzettini di Chametz da ricercare in silenzio al lume di una candela) effettuata nella sera della vigilia con l'eliminazione di ogni chametz in possesso sino al mattino seguente. Durante la festa di Pesach in una casa ebraica non vi devono essere tracce di cibi lievitati: dopo una precedente profonda pulizia extra liturgica, viene fatta un'ultima ricerca di cibi lievitati, citando in una benedizione l'obbligo a farlo. Il chametz ritrovato fino al giorno prima della vigilia di Pesach viene usualmente buttato, trattenendone una piccola parte per la Mitzvah sopra descritta. Subito dopo il chametz, eventualmente non trovato, viene annullato con un'altra benedizione. Il mattino della vigilia il chametz conservato viene bruciato con successiva preghiera ebraica per l'annullamento, nuovamente.
- Il Seder vero e proprio. Si giunge alla sera: a partire dal tramonto, dopo la conclusione della preghiera serale di Arvith, inizia il Seder (in ebraico: סדר - ordinamento o ordine) di Pesach, nel corso del quale viene osservata una liturgia precisa, meglio descritta nella voce apposita. Nel corso di questo, dopo abluzioni e santificazioni, si giunge al capitolo Magghid (in ebraico: מגיד - narratore) che è il cuore dell'Haggadah di Pesach.

## Il racconto
La narrazione dell'uscita dall'Egitto inizia con una recitazione in aramaico (nei riti italiano e rumeno - negli altri riti è parzialmente in ebraico) del brano A Lahmah (Questo è il pane dell'afflizione...) e segue con quello che è il brano più amato, Ma Nishtanah (Cosa differenzia questa sera dalle altre sere?), di solito recitato dal più giovane della tavolata, quasi sempre un bambino. In seguito vengono ricordati gli eventi che hanno portato all'Esodo, dalle dieci piaghe, all'apertura del Mar Rosso, alla distribuzione della manna, i dieci Comandamenti, eccetera. Il racconto termina con la celebrazione di Dio per quanto ha fatto, solitamente con dei canti.